# Gheorghe Dinu (deputat)
Gheorghe Dinu (n. 11 iunie 1944) este un fost deputat român în legislatura 2000-2004, ales în județul Brașov pe listele partidului PRM. Gheorghe Dinu a fost membru în grupurile parlamentare de prietenie cu Republica Turcia și Statele Unite Mexicane. 

## Legături externe
- Gheorghe Dinu Arhivat în 27 septembrie 2020, la Wayback Machine. la cdep.ro